# جيرالدين كوكس
جيرالدين كوكس (بالإنجليزية: Geraldine Cox)‏ هي دبلوماسية أسترالية، ولدت في 1945 في أديلايد في أستراليا.

## وصلات خارجية
- الموقع الرسمي